# ŽNK Mura
Der ŽNK Mura ist ein slowenischer Frauenfußballverein aus Beltinci. Der Verein wurde 1999 als ŽNK Odranci gegründet und war zwischen 2003 und 2022 unter dem Namen ŽNK Pomurje Beltinci bekannt. Zum Jahreswechsel 2023 kam es zur Fusion mit dem NŠ Mura, weshalb die Frauen seitdem als ŽNK Mura auch in den Vereinsfarben schwarz-weiß auftreten.

## Geschichte
Der Verein wurde 1999 gegründet und startete in der zweitklassigen 2. SŽNL. Nach ihrem Aufstieg in die 1. SŽNL 2002 etablierten sie sich schnell in der Spitzengruppe und wurden seitdem neun Mal nationaler Meister und Pokalsieger. Damit sind sie in beiden Wettbewerben der Rekordsieger Sloweniens. In der UEFA Women’s Champions League erreichte die Mannschaft 2014/15 sowie 2020/21 jeweils das Sechzehntelfinale.

## Erfolge
- Slowenischer Meister: 2006, 2012, 2013, 2014, 2015, 2016, 2019, 2021, 2022
- Slowenischer Pokalsieger: 2005, 2007, 2012, 2013, 2014, 2016, 2017, 2018, 2019

## Bekannte Spielerinnen
- Kaja Korošec (2018–2022)
- Mateja Zver (2003–2015)
- Evelina Kos (2016–2017, seit 2022)

## Europapokalbilanz
| Wettbewerb                            | Runde                                            | Gegner                         | Spiel           |
| ------------------------------------- | ------------------------------------------------ | ------------------------------ | --------------- |
| UEFA Women’s Cup 2006/07              | Gruppe A6 in Lendava                             | KFC Rapide Wezemaal            | 0:5             |
| UEFA Women’s Cup 2006/07              | Gruppe A6 in Lendava                             | ŽFK Mašinac PZP Niš            | 2:3             |
| UEFA Women’s Cup 2006/07              | Gruppe A6 in Lendava                             | Pärnu JK                       | 7:1             |
| UEFA Women’s Champions League 2012/13 | Gruppe 1 in Beltinci                             | FC Zürich                      | 0:2             |
| UEFA Women’s Champions League 2012/13 | Gruppe 1 in Beltinci                             | Gintra Universitetas           | 9:1             |
| UEFA Women’s Champions League 2012/13 | Gruppe 1 in Beltinci                             | Ataşehir Belediyespor          | 4:2             |
| UEFA Women’s Champions League 2013/14 | Gruppe 1 in Beltinci                             | RTP Unia Racibórz              | 1:3             |
| UEFA Women’s Champions League 2013/14 | Gruppe 1 in Beltinci                             | FC Bobruichanka                | 3:1             |
| UEFA Women’s Champions League 2013/14 | Gruppe 1 in Beltinci                             | KS Ada                         | 13:0            |
| UEFA Women’s Champions League 2014/15 | Gruppe 3 in Nikšić                               | ŽFK Ekonomist Nikšić           | 4:0             |
| UEFA Women’s Champions League 2014/15 | Gruppe 3 in Nikšić                               | Pärnu JK                       | 4:0             |
| UEFA Women’s Champions League 2014/15 | Gruppe 3 in Nikšić                               | MTK Budapest FC                | 1:2             |
| UEFA Women’s Champions League 2014/15 | Sechzehntelfinale                                | SEF Torres 1903                | 2:4 (H) 1:3 (A) |
| UEFA Women’s Champions League 2015/16 | Gruppe 5 in Beltinci                             | ŽFK Ekonomist Nikšić           | 4:0             |
| UEFA Women’s Champions League 2015/16 | Gruppe 5 in Beltinci                             | Pärnu JK                       | 2:1             |
| UEFA Women’s Champions League 2015/16 | Gruppe 5 in Beltinci                             | CFF Olimpia Cluj               | 0:2             |
| UEFA Women’s Champions League 2016/17 | Gruppe 5 in Beltinci                             | KS Vllaznia Shkodra            | 6:1             |
| UEFA Women’s Champions League 2016/17 | Gruppe 5 in Beltinci                             | ŠK Slovan Bratislava           | 4:2             |
| UEFA Women’s Champions League 2016/17 | Gruppe 5 in Beltinci                             | FC Zürich                      | 0:5             |
| UEFA Women’s Champions League 2019/20 | Gruppe 3 in Beltinci                             | Cardiff Metropolitan Ladies FC | 0:1             |
| UEFA Women’s Champions League 2019/20 | Gruppe 3 in Beltinci                             | FC Nike Tiflis                 | 4:0             |
| UEFA Women’s Champions League 2019/20 | Gruppe 3 in Beltinci                             | Hibernian Edinburgh            | 1:2             |
| UEFA Women’s Champions League 2020/21 | 1. Qualifikationsrunde                           | ŽFK Breznica                   | 3:0 (H)         |
| UEFA Women’s Champions League 2020/21 | 2. Qualifikationsrunde                           | Ferencváros Budapest           | 4:1 (H)         |
| UEFA Women’s Champions League 2020/21 | Sechzehntelfinale                                | Fortuna Hjørring               | 0:3 (H) 2:3 (A) |
| UEFA Women’s Champions League 2021/22 | 1. Runde – Gruppe 10 Halbfinale in Beltinci      | FK RFS                         | 6:1             |
| UEFA Women’s Champions League 2021/22 | 1. Runde – Gruppe 10 Finale in Beltinci          | Schytlobud-1 Charkiw           | 1:4             |
| UEFA Women’s Champions League 2022/23 | 1. Runde – Gruppe 1 Halbfinale in Beltinci       | Shelbourne FC                  | 0:1             |
| UEFA Women’s Champions League 2022/23 | 1. Runde – Gruppe 1 Spiel um Platz 3 in Beltinci | FC Hayasa                      | 2:1             |

Gesamtbilanz: 31 Spiele, 15 Siege, 16 Niederlagen, 90:55 Tore (Tordifferenz +35)